# Ronde van Italië 2024/Twintigste etappe
De twintigste etappe van de Ronde van Italië 2024 vond plaats op 25 mei. Deze etappe werd gewonnen door Tadej Pogačar. Hij won hiermee zijn zesde etappe van deze Giro, hij was de eerste die dit bewerkstelligde in de Ronde van Italië sinds Alessandro Petacchi in 2004. Pogačar breidde zijn voorsprong op zijn concurrenten wederom uit, de nummer twee Daniel Martínez staat op tien minuten achter de Sloveen in het algemene klassement. Er zijn deze een-na-laatste etappe geen opgaven gemeld.

## Uitslagen
| Alpago – Bassano del Grappa (183 km) |                        |                                 |          |
| Plaats                               | Naam                   | Ploeg                           | tijd     |
| Winnaar                              | Tadej Pogačar          | UAE Team Emirates               | 4u58'23" |
| 2                                    | Valentin Paret-Peintre | Decathlon AG2R La Mondiale Team | + 2'07"  |
| 3                                    | Daniel Martínez        | BORA-hansgrohe                  | z.t.     |
| 4                                    | Antonio Tiberi         | Bahrain-Victorious              | z.t.     |
| 5                                    | Einer Rubio            | Movistar Team                   | z.t.     |
| 6                                    | Giulio Pellizzari      | VF Group-Bardiani CSF-Faizanè   | z.t.     |
| 7                                    | Geraint Thomas         | INEOS Grenadiers                | z.t.     |
| 8                                    | Ben O'Connor           | Decathlon AG2R La Mondiale Team | z.t.     |
| 9                                    | Michael Storer         | Tudor Pro Cycling Team          | + 2'31"  |
| 10                                   | Rafał Majka            | UAE Team Emirates               | + 3'08"  |
|                                      |                        |                                 |          |
| 12                                   | Thymen Arensman        | INEOS Grenadiers                | z.t.     |
| 31                                   | Jimmy Janssens         | Alpecin-Deceuninck              | + 21'54" |

| Algemeen klassement |                   |                                 |            |
| Plaats              | Naam              | Ploeg                           | Tijd       |
| Roze trui           | Tadej Pogačar     | UAE Team Emirates               | 76u22'13"  |
| 2                   | Daniel Martínez   | BORA-hansgrohe                  | + 9'56"    |
| 3                   | Geraint Thomas    | INEOS Grenadiers                | + 10'24"   |
| 4                   | Ben O'Connor      | Decathlon AG2R La Mondiale Team | + 12'07"   |
| 5                   | Antonio Tiberi    | Bahrain-Victorious              | + 12'49"   |
| 6                   | Thymen Arensman   | INEOS Grenadiers                | + 14'31"   |
| 7                   | Einer Rubio       | Movistar Team                   | + 15'52"   |
| 8                   | Jan Hirt          | Soudal Quick-Step               | + 18'05"   |
| 9                   | Romain Bardet     | Team dsm-firmenich PostNL       | + 20'32"   |
| 10                  | Michael Storer    | Tudor Pro Cycling Team          | + 21'11"   |
|                     |                   |                                 |            |
| 30                  | Mauri Vansevenant | Soudal Quick-Step               | + 1u41'28" |

1e etappe ·
2e etappe ·
3e etappe ·
4e etappe ·
5e etappe ·
6e etappe ·
7e etappe ·
8e etappe ·
9e etappe ·
10e etappe ·
11e etappe ·
12e etappe ·
13e etappe ·
14e etappe ·
15e etappe ·
16e etappe ·
17e etappe ·
18e etappe ·
19e etappe ·
20e etappe ·
21e etappe
Startlijst · Eindstanden · Afbeeldingen